# Jリーグスーパーサッカー
Jリーグスーパーサッカーは、ハドソンから発売されているビデオゲームのサッカーゲームシリーズである。

## 概要
1994年にJリーグ発足のJリーグブームからスーパーファミコンで発売された。1995年に続編の「～'95」が発売された。
- 『Jリーグ・スーパー・サッカー』- タイトル名に・（中点）が入る。1994年3月18日に9,500円で発売。
- 『Jリーグスーパーサッカー'95 実況スタジアム』- 1995年3月17日に9,980円で発売。

## 特徴
- 最新のチーム編成（翌年新加入するクラブチームが登場）
- 天気の概念
- 最新のチームデータ（トレードがあり、変化にも対応）を入れた。
- 翌95年に実況を取り入れた。実況はニッポン放送の師岡正雄、スポーツニュースに田代優美が担当。
- サイドビューの他に、トップビュー、フラットビューが選べる。
- オールスター、トーナメントが登場。

## CM
2作ともウッチャンナンチャンが出演した。ウッチャンナンチャンは、この時期はスーパーパワーリーグシリーズなどハドソンのCMに出演していた。